# Монгонгу, Седрик
Седри́к Монгонгу́ (фр. Cédric Mongongu; 22 июня 1989, Киншаса, Заир) — конголезский футболист, защитник клуба «Монпелье» и сборной Демократической Республики Конго.

## Карьера
Дебютировал в чемпионате Франции 4 марта 2007 года в матче 1-го тура против «Сент-Этьена», выйдя на замену на 69-й минуте вместо Ярослава Плашила. Затем, отыграв второй тур, он пропал из состава до конца сезона, выйдя лишь в последних 3 играх. В нынешнем сезоне Монгонгу провёл полностью, без замен 32 матча из 33 туров, не сыграв лишь в 29-м из-за перебора жёлтых карточек. В зимнее трансферное окно 2010 года к нему активно присматривались «Арсенал», «Ливерпуль», «Манчестер Юнайтед», и «Ювентус». Но больше всего пресса сватала его в «Милан» на замену Кахе Каладзе. Однако, Седрик не перешёл ни в один из этих клубов, оставшись в Монако и подписал с клубом новый контракт до лета 2013 года.

## Достижения
«Эвиан»
- Финалист кубка Франции: 2012/13